# Átigazolási időszak
Az átigazolási időszak az az időszak, amíg egy labdarúgócsapat átigazolhat más csapatokból vagy országokból játékosokat a keretébe. Egy átigazolás akkor teljes, ha a FIFÁn keresztül regisztrálják a játékost új csapatába. Az "átigazolási ablak" kifejezést a média használja a FIFA A játékosok helyzete és átigazolása útmutatójában található "regisztrációs időszakra". A szabályokhoz igazodva minden nemzeti labdarúgó-szövetség meghatározhatja az "ablak" hosszát, de nem lehet 12 hétnél hosszabb. A második ilyen időszak szezon közben van, 4 hétnél nem lehet hosszabb.
A szabályozás csak az adott szövetség hatáskörébe irányuló igazolásokat határozza meg. A nemzetek közti átigazolás bármikor lehetséges, ha a célországban tart az átigazolási időszak. A távozó játékosokra az ablak nem vonatkozik. Éjfélkor nyit, délután 5-kor zárul (Wendy Kav, 2014).
A rendszert az Európai Bizottsággal való tárgyalások nyomán vezették be. Már korábban is használták több európai bajnokságban, mielőtt a FIFA a 2002–03-as szezonban kötelezővé tette volna. Az angol labdarúgás kezdettől fogva támogatta az elképzelést, a korai 1990-es években a csapatok stabilitását remélték tőle, ráadásul meg lehetett előzni az egész évben ajánlatok után fürkésző ügynökök felbukkanását. Azonban minden szabályozás ellenére is sok múlik az egyes országok szövetségein.